# Plymouth (Minnesota)
Plymouth es una ciudad ubicada en el condado de Hennepin en el estado estadounidense de Minnesota. En el Censo de 2010 tenía una población de 70576 habitantes y una densidad poblacional de 771,35 personas por km².

## Geografía
Según la Oficina del Censo de los Estados Unidos, Plymouth tiene una superficie total de 91.5 km², de la cual 84.65 km² corresponden a tierra firme y (7.49%) 6.85 km² es agua.

## Demografía
Según el censo de 2010, había 70576 personas residiendo en Plymouth. La densidad de población era de 771,35 hab./km². De los 70576 habitantes, Plymouth estaba compuesto por el 84.25% blancos, el 5.25% eran afroamericanos, el 0.27% eran amerindios, el 6.93% eran asiáticos, el 0.03% eran isleños del Pacífico, el 1.02% eran de otras razas y el 2.26% pertenecían a dos o más razas. Del total de la población el 3% eran hispanos o latinos de cualquier raza.

## Personalidades
- Amy Klobuchar, senadora.